# 切列莫什涅 (日托米爾區)
50°20′38″N 28°24′23″E / 50.34389°N 28.40639°E
切列莫什涅（烏克蘭語：Черемошне），是烏克蘭北部的村莊，隸屬日托米爾州的日托米爾區。該村始建於1921年，面積0.14平方公里，海拔高度222米，2001年人口469，人口密度每平方公里3,374.1人。